# Aleksandr Bastrykine
 (janvier 2024).
Si vous disposez d'ouvrages ou d'articles de référence ou si vous connaissez des sites web de qualité traitant du thème abordé ici, merci de compléter l'article en donnant les références utiles à sa vérifiabilité et en les liant à la section « Notes et références ».
Aleksandr Ivanovitch Bastrykine (en russe : Алекса́ндр Ива́нович Бастры́кин, né le 27 août 1953 à Pskov), est un policier, un criminologue et un juriste russe. Il préside le comité d'enquête de la fédération de Russie depuis le 15 janvier 2011. Il est conseiller d'État de justice de 1re classe et général de justice de Russie, juriste émérite de la fédération de Russie, docteur en droit, professeur.

## Biographie
Issu d'une famille ouvrière, il termine en 1975 la faculté de droit de l'université de Léningrad, où il fait la connaissance de Vladimir Poutine. Il est inspecteur de police à Léningrad de 1975 à 1978. En 1979-1980, il est aspirant au doctorat de criminologie, puis enseigne à la faculté de droit de Léningrad de 1980 à 1987 et de 1988 à  1991, il est directeur de l'institut de formation continue des enquêteurs de police de Léningrad. De 1992 à 1994, Aleksandr Bastrykine est recteur de l'institut juridique de Saint-Pétersbourg et professeur l'année suivante. Ensuite il enseigne le droit à l'université d'État des communications fluviales de Saint-Pétersbourg. De 1996 à 1998, il assiste le commandement des forces du ministère de l'Intérieur du district fédéral du Nord-Ouest en ce qui concerne les questions de droit. De 1998 à 2001, il est directeur de la filiale du Nord-Ouest de l'académie de droit russe du ministère de la Justice.
Aleksandr Bastrykine dirige l'administration du ministère de la Justice du district fédéral du Nord-Ouest de 2001 à 2006. En 2007, le président de la fédération de Russie fonde le comité d'enquête du procureur général de la fédération de Russie qui est de facto indépendant du bureau du procureur général et met à sa tête Aleksandr Bastrykine par un décret présidentiel. Il figure parmi les blessés de l'attentat du Nevsky Express en novembre 2009, lorsqu'une seconde bombe vise les enquêteurs.
Il est nommé en 2011 premier président du comité d'enquête de la fédération de Russie. Il est l'auteur de plus d'une centaine de publications concernant le droit de la criminologie.
L'activiste anti-gouvernemental Alexeï Navalny l'accuse sur son blog, le 26 juillet 2012, de posséder un bien immobilier en société immobilière (alors que la Russie interdit aux hauts fonctionnaires de posséder une société à l'étranger) en République tchèque et pose la question de savoir pourquoi un tel policier de haut-rang possède un tel bien dans un pays membre de l'Otan a priori hostile à la Russie, alors que Bastrykine est par sa fonction détenteur de secrets d'État. Cette déclaration est à mettre en parallèle avec les enquêtes policières à l'encontre de l'opposant elles-mêmes commandées par Bastrykine.
Dans un entretien au journal Izvestia, le 27 juillet 2007, Bastrykine admet avoir acheté un appartement de 46 m2 à Prague en l'an 2000 (pour 67 000 dollars) alors qu'il était professeur à l'académie de droit. Cet appartement, selon lui, lui permettait de disposer d'un point de chute commode en Europe centrale, pour pouvoir rayonner facilement en Europe en tant que conférencier et visiting professor dans plusieurs universités européennes. Il ne pensait pas à l'époque accéder ensuite à un haut poste de fonctionnaire. En 1999, cet appartement a été donné à son ex-épouse, dont il est divorcé depuis 1988 ; il est marié en secondes noces.

## Décorations
- Ordre du Mérite pour la Patrie de 4e classe
- Médailles de diligence du ministère de la justice de 1re et 2e classes